# (7985) Nedelcu
(7985) Nedelcu est un astéroïde de la ceinture principale.

## Description
(7985) Nedelcu est un astéroïde de la ceinture principale. Il fut découvert le 1er mars 1981 à Siding Spring par Schelte J. Bus. Il présente une orbite caractérisée par un demi-grand axe de 2,33 UA, une excentricité de 0,14 et une inclinaison de 3,0° par rapport à l'écliptique.

## Compléments